# Ardisia graciliflora
Ardisia graciliflora är en viveväxtart som beskrevs av Pitard. Ardisia graciliflora ingår i släktet Ardisia och familjen viveväxter. Inga underarter finns listade i Catalogue of Life.